# Georgia Groome
Georgia Groome, celým jménem Georgia Isobel Groome (* 11. února 1992 v Nottinghamu, Anglie, Spojené království) je anglická herečka, která se proslavila zejména rolemi ve filmech Z Londýna do Brightonu a On je fakt boží!.

## Životopis
Georgia se narodila v Nottinghamu jako dcera hostinského Paula a soukromé učitelky zpěvu a činohry Fiony. Její dvě sestry (starší sestra se jmenuje Alex a mladší se jmenuje Eden) jsou také herečky.
Když bylo Georgii 9 let, šla na konkurz putovní divadelní verze muzikálu Annie Get Your Gun místo její sestry Alex, a roli dostala.
Hraní trénovala ve škole činohry, kterou vedla její matka, v Nottinghamských televizních seminářích a v divadle pro mladistvé v Derby, a k tomu chodila na univerzitu Trent College.

## Kariéra
Po její první roli v televizním filmu A Fish Out of Water v roce 2001, si zahrála sirotka v jedné epizodě krátce-trvajícího seriálu Dangerville.
Když bylo Georgii 14 let, zahrála si roli 12leté uprchlice v celovečerním filmu Z Londýna do Brightonu. Ve stejném roce (2006) si zahrála také jednu z dobrodruhů v seriálu Serious Amazon na kanálu CBBC. Roku 2007 si zahrála ve filmu My Mother.
Roku 2008 dostala vedlejší roli v komediálním hororu The Cottage.
Její průlomová role ale byla role 14leté Goergie Nicolsonové ve filmu On je fakt boží!, za což i získala cenu za Nejlepší herecký výkon v dětské kategorii na festivalu Buster International Children's Festival. Ještě téhož roku se objevila ve vedlejší roli v hororu Zmizelý.
Roku 2009 si zahrála ve hře Pollyho Stenhama Tusk, Tusk v divadle Royal Court Theatre v Londýně. Téhož roku se objevila v krátkometrážním filmu Leaving Eva a také v jedné epizodě seriálu The Bill. V roce 2010 se Georgia objevila v jedné epizodě anglického seriálu Lewis a také v krátkometrážním filmu Silent Things.
Roku 2011 si Georgia zahrála v dalších dvou krátkometrážních filmech a to v The True Meaning of Love a Six Degrees. Objevila se i v thrilleru Susan Jacobsonové The Holding a zahrála si i hlavní roli ve filmu The Great Ghost Rescue, což je filmová adaptace knížky od Evy Ibbotsonové se stejným názvem, jaký má film.
Její další role je po boku herce Stephena Dillanea ve filmu Papadopoulos & Sons, což bude vypuštěno roku 2012.

## Osobní život
Georgia momentálně bydlí v Londýně, kde si ke své herecké kariéře dodělává titul z angličtiny.
Má kočku jménem Betty a psa jménem Max.
Se svým přítelem, Rupertem Grintem, má dceru.

## Filmografie
| Rok  | Film                     | Role                    | Poznámky            |
| ---- | ------------------------ | ----------------------- | ------------------- |
| 2006 | Z Londýna do Brightonu   | Joanne                  | Filmový debut       |
| 2007 | My Mother                | Millie                  |                     |
| 2008 | The Cottage              | Farmářova dcera číslo 1 |                     |
| 2008 | On je fakt boží!         | Georgia Nicolsonová     | Hlavní role         |
| 2008 | Zmizelý                  | Sophie Pryorová         |                     |
| 2009 | Leaving Eva              | Kiera                   |                     |
| 2010 | Silent Things            | Amy                     | Krátkometrážní film |
| 2011 | The True Meaning of Love | Alice                   |                     |
| 2011 | Six Degrees              | Mladá dívka             | Krátkometrážní film |
| 2011 | The Holding              | Gemma                   |                     |
| 2011 | The Great Ghost Rescue   | Winifred                |                     |
| 2011 | Papadopoulos & Sons      | Katie Papadopoulosová   |                     |

| Rok  | Název               | Role              | Poznámky               |
| ---- | ------------------- | ----------------- | ---------------------- |
| 2001 | A Fish Out of Water | Jenny             | Televizní film         |
| 2003 | Dangerville         | Sirotek           | Epizoda „Roboti“       |
| 2006 | Serious Amazon      | Sebe samu         |                        |
| 2008 | Loose Women         | Sebe samu         |                        |
| 2009 | The Bill            | Paige Farrellyová | Epizoda „Bezmocní“     |
| 2010 | Lewis               | Briony Grahamová  | Epizoda „Mrtvost zimy“ |